# Học khu Philadelphia

Logo của Nha học chánh Philadelphia

Nha học chánh Philadelphia (School District of Philadelphia) là một khu học chánh có trụ sở tại Khu học chánh của Trung tâm Giáo dục tại Philadelphia, Pennsylvania, bao gồm tất cả các trường công lập ở thành phố Philadelphia. Được thành lập năm 1818, là học nha học chánh lớn thứ tám ở quốc gia.
Hội đồng Giáo dục đã được tạo lập ra vào năm 1850 để giám sát các trường của Philadelphia. Đạo luật của Đại hội đồng ngày 05 tháng 4 năm 1867, được kiểm soát của các kiểm soát viên của Philadelphia sẽ được bổ nhiệm các thẩm phán của Tòa án thường thẩm. Có một kiểm soát viên được bổ nhiệm từ từng phường. Điều này đã được làm để loại trừ yếu tố chính trị khỏi việc quản lý các trường học.
Cuối cùng, việc quản lý của khu học chánh đã được giao cho ban giám hiệu bổ nhiệm bởi thị trưởng. Điều này tiếp tục cho đến năm 2001 khi quận đã được tiếp quản bởi tiểu bang và Thống đốc đã được ủy quyền bổ nhiệm đa số trong năm thành viên của Ủy ban Cải cách trường học mới.